# Crassimarginatella electra
Crassimarginatella electra är en mossdjursart som beskrevs av Gordon 1984. Crassimarginatella electra ingår i släktet Crassimarginatella och familjen Calloporidae. Inga underarter finns listade i Catalogue of Life.